# Championnat des clubs de futsal de l'AFC
Le Championnat des clubs de futsal de l'AFC est une compétition organisée par la Confédération asiatique de football qui réunit chaque année les meilleurs clubs asiatiques de futsal.

## Palmarès
| Année | Vainqueur           | Score            | Finaliste           | Lieu    |
| ----- | ------------------- | ---------------- | ------------------- | ------- |
| 2010  | Foolad Mahan        | 5 - 2            | Sadd Sports Club    | Ispahan |
| 2011  | Nagoya Oceans       | 3 - 2ap          | Shahid Mansouri     | Doha    |
| 2012  | Giti Pasand Isfahan | 2 - 1            | Ardus Tashkent      | Koweït  |
| 2013  | Chonburi Blue Wave  | 1 - 1ap (4-1)tab | Giti Pasand Isfahan | Nagoya  |
| 2014  | Nagoya Oceans       | 5 - 4ap          | Chonburi Blue Wave  | Nagoya  |